# I-55 (sous-marin, 1943)
Pour les articles homonymes, voir I-55 (sous-marin).
Le I-55 (イ-55) est un sous-marin japonais de Type C Modidifié (丙型改（伊五十二型）, Hei-gata Kai, classe I-52) de la sous-classe C2 construits pour la marine impériale japonaise.
Commandée en avril 1944, il est perdu en juillet 1944 alors qu'il participe à la campagne des Mariannes pendant la Seconde Guerre mondiale.

## Description
Les sous-marins de type C ont été dérivés de la sous-classe KD6 de la classe Kaidai avec un armement de torpilles plus lourd pour les attaques à longue distance. Le type C2 a été construit en 3 exemplaires, alors qu'il était planifié d'en construit 20. Son rôle était de réaliser le transport de fret. Ces sous-marins possédaient un déplacement de 2 129 tonnes en surface et 3 702 tonnes en immersion. Les sous-marins mesuraient 108,5 mètres de long, avaient une largeur de 9,3 mètres et un tirant d'eau de 5,12 mètres. Ils permettaient une profondeur de plongée de 100 mètres.
Pour la navigation de surface, les sous-marins étaient propulsés par deux moteurs diesel de 2 350 chevaux (1 750 kW), chacun entraînant un arbre d'hélice. En immersion, chaque hélice était entraînée par un moteur électrique de 600 chevaux-vapeur (445 kW). Ils pouvaient atteindre 17,7 noeuds (33 km/h) en surface et 6,5 noeuds (12 km/h) sous l'eau. En surface, les C2 avaient une autonomie de 21 000 milles nautiques (39 000 km) à 16 noeuds (30 km/h) ; en immersion, ils avaient une autonomie de 105 milles nautiques (190 km) à 3 noeuds (5,6 km/h).
Les sous-marins étaient armés de 6 tubes lance-torpilles de 533 mm à l'avant et transportaient un total de 17 torpilles. Ils étaient également armés de 2 canon de pont de 140 mm/40 et de deux supports simples ou doubles pour les canons antiaériens Type 96 de 25 mm.[réf. nécessaire]
Ils étaient les plus grands sous-marins jamais construits à cette époque, avant la construction des énormes sous-marins type Sentoku, et étaient connus comme les sous-marins japonais les plus avancés de leur temps[réf. nécessaire].

## Construction
Construit par les chantiers navals de l'Arsenal naval de Kure au Japon, le I-55 a été mis sur cale le 15 juin 1942 sous le nom de Sous-marin n°628. Le 1er novembre 1942, il a été renommé I-55 et est provisoirement rattaché au district naval de Kure. Il a été lancé le 20 avril 1943. Il a été achevé et mis en service le 20 avril 1944.

## Histoire de service
Lors de sa mise en service le 20 avril 1944, le I-55 était basé dans le district naval de Kure et affecté au 11e escadron de sous-marins de la 6e Flotte. Fin juin 1944, il fut sélectionné pour être converti afin de porter l'arme navale spéciale n°8, une version du ballon-bombe Fu-Go qui pouvait être lancée en mer, la conversion impliquant l'installation d'hydrogène et d'équipement de lancement de ballon. Entre-temps, cependant, la Flotte combinée avait activé l'opération A-Go pour la défense des îles Mariannes le 13 juin 1944, et la campagne des Mariannes avait commencé avec l'invasion américaine de Saipan le 15 juin. Avant que sa conversion ne puisse commencer, le I-55 fit route de Kure le 30 juin 1944, fit escale à Yokosuka du 1er au 6 juillet 1944, puis partit pour Guam en remorquant un conteneur de canon Unpoto, un containeur de 70 pieds (21,3 m) qui pouvait transporter jusqu'à 15 tonnes de marchandises, généralement trois obusiers Type 96 de 15 centimètres (5,9 pouces) et de leurs munitions.
Alors qu'il était en mer le 10 juillet 1944, le I-55 fut réaffecté à la 15e division de sous-marins de la Force avancée, et le 13 juillet, il reçut l'ordre d'interrompre sa mission de ravitaillement à Guam et de se rendre à Tinian pour y secourir le personnel de la 1re Flotte aérienne(Kidō Butai). Le 13 juillet à 00h40, heure normale du Japon, il a transmis un message au quartier général de la 6e Flotte estimant qu'il arriverait au large de Tinian le 15 juillet. Les Japonais n'ont plus jamais eu de nouvelles de lui.
A 21h20 le 13 juillet 1944, un avion de patrouille américain a repéré un sous-marin japonais immergé dans la mer des Philippines à 78 milles nautiques (144 km) au large de Saipan à Rorogattan Point. La position du sous-marin a été signalée à un groupe Hunter-killer (groupe de chasseurs-tueurs) de l'US Navy (marine américaine), qui a détaché le destroyer de transport USS Gilmer et le destroyer d'escorte USS William C. Miller pour le traquer. Les deux navires sont arrivés sur la zone du sous-marin à 00h22 le 14 juillet 1944 et ont commencé leurs recherches. Sept heures plus tard, le William C. Miller a capté un contact sonore à une distance de 1 600 m et s'est approché du contact à 15 noeuds (28 km/h). Il a commencé son attaque à 7h26 en larguant une série de 13 grenades sous-marines, suivi d'une seconde série de 13 grenades sous-marines à 7h52. A 8h04, son équipage a observé des morceaux de bois remontant à la surface à environ 460 m devant son avant tribord, puis a entendu une forte explosion sous-marine à 8h05 qui a secoué le navire, suivie de bulles remontant à la surface qui ont fait bouillir l'eau. Le William C. Miller a largué une troisième série de 13 grenades sous-marines à 8h06, faisant couler le sous-marin. Une nappe de pétrole et des débris ont recouvert la surface ; le  William C. Miller a pénétré dans la nappe et récupéré des morceaux de liège isolant, des éclats de bois de pont et une casquette de marin à la position géographique de 15° 18′ N, 144° 26′ E.
Il reste à savoir si le William C. Miller a bien coulé le I-55 ou le sous-marin Ro-48 présent sur zone. Les destroyers d'escorte USS Wyman et USS Reynolds ont également été crédités pour avoir coulé le I-55 lors d'une action anti-sous-marine le 28 juillet 1944,.
Le 15 juillet 1944, la marine impériale japonaise a déclaré le I-55 présumé perdu avec ses 112 membres d'équipage au large de Tinian. Il a été rayé de la liste de la marine le 10 octobre 1944.